# 比利亚拉韦
比利亚拉韦，是西班牙卡斯蒂利亚-莱昂帕伦西亚省的一个市镇。 总面积80平方公里，总人口260人（2001年），人口密度3人/平方公里。